# Manic Moonlight
Manic Moonlight è un album in studio del gruppo musicale statunitense King's X, pubblicato nel 2001 dalla Metal Blade.

## Tracce
1. Believe – 4:46
2. Manic Moonlight – 4:32
3. Yeah – 3:40
4. False Alarm – 4:36
5. Static – 4:29
6. Skeptical Winds – 6:51
7. The Other Side – 4:49
8. Vegetable – 6:27
9. Jenna – 5:06
10. Water Ceremony – 0:18

## Formazione

### Gruppo
- Doug Pinnick – voce, basso
- Ty Tabor – voce, chitarra
- Jerry Gaskill – voce, batteria